# 293년

## 연호
- 서진(西晉) 원강(元康) 3년

## 기년
- 서진(西晉) 혜제(惠帝) 4년
- 신라(新羅) 유례 이사금(儒禮泥師今) 10년
- 고구려(高句麗) 봉상왕(烽上王) 2년
- 백제(百濟) 책계왕(責稽王) 8년

## 사건
- 선비족 모용외가 고구려를 침입함.

## 사망
- 고구려(高句麗)의 태자(太子) 고돌고(高咄固)